# Independence (Utah)
Independence es un pueblo situado en el condado de Wasatch, Utah  (Estados Unidos). Según el censo de 2010 tenía una población de 164 habitantes.

## Demografía
Según el censo de 2010, Independence tenía una población en la que el 98,2% eran blancos, 0,0% afroamericanos, 0,0% amerindios, 0,6% asiáticos, 0,0% isleños del Pacífico, el 0,6% de otras razas, y el 0,6% pertenecían a dos o más razas. Del total de la población el 9,8% eran hispanos o latinos de cualquier raza.